# Bolesław I van Polen
Bolesław I Chrobry (de Koene; 966 of 967 - 17 juni 1025), uit het Huis der Piasten, was hertog (992-1025) en koning (1025) van Polen en als Boleslav IV hertog van Bohemen (1003-1004). Hij was de zoon van Mieszko I en diens eerste vrouw Dobrawa (Dubrawka), dochter van Boleslav I van Bohemen.

## Leven
Zijn vader, Mieszko I, was formeel leenman van de Duitse keizer en in 973 werd Bolesław als gijzelaar naar het hof van de keizer gezonden om het goede gedrag van zijn vader te verzekeren. Mieszko liet kort voor zijn dood in 992 de zogenaamde Dagome iudex opstellen, waarin hij zijn bezittingen naliet aan de zonen van zijn tweede vrouw, de voormalige non Oda van Haldensleben, onder bescherming van de paus. Bolesław, zijn oudste zoon uit een eerste huwelijk, wordt in het document niet genoemd. Bolesław wist ondanks het testament van zijn vader de macht in Polen te verwerven en verbande zijn halfbroers. Polen omvatte toen Silezië en Pommeren (met als belangrijkste stad Gdańsk) en Klein-Polen (met als belangrijkste stad Krakau). In 999 annexeerde Bolesław Moravië en in 1000 of 1001 Slowakije.
In 997 zond Bolesław de heilige Adalbert van Praag naar Pruisen aan de Oostzee op een missie om de heidense Pruisen tot het christendom te bekeren - een missie die zou leiden tot Adalberts martelaarschap en heiligverklaring. Bolesław betaalde het gewicht in goud voor het lijk en liet het overbrengen naar Gniezno. De heiligverklaring had een grote prestigieuze betekenis. In het jaar 1000 hield keizer Otto III een pelgrimstocht naar het graf van Adalbert in Gniezno en kende hij Bolesław, in een poging de banden met het keizerrijk te versterken, de titel Frater et Cooperator Imperii (Broeder en Partner in het Keizerrijk) toe. Sommige historici melden dat de keizer Bolesław ook de koningstitel beloofde. Tijdens hetzelfde bezoek verhief Otto Gniezno tot aartsbisdom.
Na Otto's dood in 1002, steunde Bolesław de koningskandidaat Ekhard I van Meißen. Nadat Ekhard door rivaliserende Saksische edelen was vermoord, maakte Bolesław gebruik van de situatie om Meißen en de Lausitz te veroveren. Bolesław steunde verder de kandidatuur van Hendrik II maar ontsnapte tijdens een ontmoeting met Hendrik in 1002 ternauwernood aan een moordaanslag. Bolesław veroverde in 1003-1004 Bohemen, waar hij regeerde als Boleslav IV. Bohemen was formeel een Duits leen en Hendrik bood Bolesław aan om hem Bohemen in leen te geven. Bolesław beschouwde zichzelf echter als een zelfstandig vorst en weigerde dit voorstel. Hendrik kon dit op zijn beurt natuurlijk niet accepteren. Hij sloot een bondgenootschap met de Lutizen (een van de Slavische volken aan de Duitse oostgrens) en viel Bolesław aan. In 1004 moest Bolesław na een opstand Bohemen opgeven, Hendrik viel daarna Polen aan maar in 1005 werd te Poznań (stad) vrede gesloten. Maar ook hierna bleef het conflict tussen Bolesław en Hendrik voortduren:
- 1007: Bolesław viel de Lutizen aan en Hendrik zegde toen het vredesverdrag op. Boleslaw rukte op tot Maagdenburg en veroverde Lausitz en Bautzen.
- 1010: aanval van Hendrik op Polen, zonder veel succes.
- 1013: vrede van Merseburg, bezegeld door de verloving van Bolesławs zoon Mieszko II en Richeza van Lotharingen. Hendrik en Bolesław sloten een verdrag van militaire bijstand. Hendrik stuurde troepen voor een (mislukte) veldtocht van Bolesław tegen Kiev. Daardoor kon (en wilde) Bolesław geen troepen sturen voor Hendriks tocht naar Italië. Hierdoor liepen de spanningen weer op.
- 1015: aanval van Hendrik op Polen maar Hendrik werd aan de Bóbr verslagen.
- 1017: gelijktijdige aanval van Hendrik en van Jaroslav de Wijze van Kiev. Bolesław plunderde Duitse gebieden ten oosten van de Elbe en zijn zoon Mieszko plunderde Bohemen.
- 1018: Hendrik en Bolesław sluiten de Vrede van Bautzen (1018), die Sorbisch Meißen en de Lausitz in Poolse handen liet.

Naast dit alles steunde Bolesław in 1016 de expeditie van zijn neef Knoet de Grote tegen Engeland.
Op verzoek van zijn schoonzoon Svjatopolk I van Kiev intervenieerde hij na de vrede van Bautzen in de binnenlandse politiek van Kiev. Met steun van Svjatopolk en met hulp van Duitse troepen trok hij naar Kiev. In de slag aan de Boeg versloeg hij Jaroslav (22/23 juli 1018), en belegerde en bezette Kiev. Bolesław nam zelf het bestuur op zich, totdat hij werd verdreven door een volksopstand. Tijdens deze strijd annexeerde hij Roethenië.
Na Hendriks dood in 1024 riep Bolesław zichzelf uit tot koning van Polen, met steun van paus Johannes XIX. Hierdoor was Polen definitief een zelfstandige staat geworden. Bolesław werd in 1025 opgevolgd door zijn zoon Mieszko II. Bolesław werd begraven in de kathedraal van Poznań.

## Duiding
Bolesław was de eerste koning van Polen. Het leenheerschap van het Heilige Roomse Rijk der Duitse Natie werd definitief verbroken. Hij was de eerste Poolse heerser die bij geboorte gedoopt werd, en de eerste echte christelijke heerser van Polen. Hij stichtte de onafhankelijke Poolse kerkprovincie en maakte van Polen een sterke macht in Europa.
Bolesław verenigde voor het eerst al die provincies die uiteindelijk het traditionele territorium van Polen zouden vormen: Groot-Polen (Wielkopolska) Klein-Polen (Małopolska), Mazovië, Silezië (Śląsk) en Pommeren.

## Huwelijken en kinderen
1. 984 N.N. (wellicht Henilda) - dochter van Rikdag (Rikdag, Ricdag), markgraaf van Meißen. Ontbonden in 985.
  1. een dochter getrouwd met een prins uit Pommeren
2. 985 of 986 N.N. (volgens sommige bronnen Judith) (+ na 987) - prinses van Hongarije; waarschijnlijk dochter van Géza, grootvorst der Magyaren (ong. 972-997). Ontbonden in 987 of 988. Uit dit huwelijk:
  1. Bezprym (geb. 986 of 987 - vermoord 1032) - Hertog van Polen (1031-1032)
3. Hodica, dochter van Billug van de Abodriten. Was abdis van een klooster in Mecklenburg maar trouwde later met Bolesław
4. 987 Emnilda Słowiańska (ca. 970 - 1017) - dochter van Dobromir, hertog van de Lausitz (Łužica) en Emnilda . Uit dit huwelijk:
  1. N.N., dochter (geb. 988) - abdis 1017
  2. Regelinda (geb. 989 - + 21 maart na 1014) - gehuwd met markgraaf Herman I van Meißen
  3. Mieszko II Lambert (geb. 990 - + 10 mei 1034) - koning van Polen
  4. N.N. dochter (geb. 991/1001 - + na 14 augustus 1018) - gehuwd met Svjatopolk I van Kiev
  5. Otto (geb. ong. 1000 - + 1033), verbannen door Mieszko en in ballingschap vermoord
5. 3 februari 1018 Oda Miśnieńska (+ 1025) - dochter van Ekhard I van Meißen. Uit dit huwelijk:
  1. Matylda (geb. 1018 - + na1035) - 18 mei 1035 verloofd met Otto van Schweinfurt, hertog van Zwaben (1048-1057) maar de verloving werd in 1036 verbroken door het concilie van Trebur, vermoedelijk wegens bloedverwantschap

### Voorouders van Emnilda Słowiańska
Emnilda was dochter van Dobromir (ca. 940 - voor 991), hertog van de Sorben en de Milißen (Slavische stammen in de Lausitz en Meissen) en Emnilde van Arneburg (ca. 950 - 991), werd na het overlijden van haar man non in Quedlinburg. De voorouders van Emnilde waren:
- Bruno van Arneburg (ca. 915 - 30 november 978), burggraaf van Arneburg, overleden aan een ziekte tijdens een veldtocht tegen Frankrijk, en Frederuna (ca. 930 - 27 oktober 1015). Zij stichtten samen een klooster in Arneburg. Twee zoons werden kanselier onder Hendrik II.
- Frederuna was dochter van Volkmar van de Harzgau
- Frederik II van de Harzgau (ca. 875 - na 945), getuige bij het verdrag van koning Hendrik I met koning Karel III van Frankrijk
- Frederik I van de Harzgau (ca. 840 - na 900) en Bia (ca. 860 - na 937). Bia kreeg als weduwe op hoge leeftijd in 937 een schenking op voorspraak van haar zoon Frederik. Op grond van haar naam wordt een verwantschap met Mathilde (echtgenote van Hendrik de Vogelaar) vermoed.
- Frederik was zoon van Rikdag (Saksische graaf)

Siemowit · Lestko · Siemomysł · Mieszko I · Bolesław I · Mieszko II Lambert · Bezprym · Mieszko II Lambert · Casimir I · Bolesław II · Wladislaus I Herman · Zbigniew · Bolesław III · Wladislaus II · Bolesław IV · Mieszko III · Casimir II · Leszek I · Wladislaus III · Mieszko IV · Koenraad · Hendrik I · Hendrik II · Koenraad · Bolesław V · Leszek II · Hendrik IV · Przemysł II · Wenceslaus II · Wenceslaus III · Wladislaus I · Casimir III · Lodewijk · Hedwig · Wladislaus II Jagiello · Wladislaus III · Casimir IV · Jan I Albrecht · Alexander · Sigismund I · Sigismund II August I · Hendrik · Anna · Stefanus Báthory · Sigismund III · Wladislaus IV · Jan II Casimir · Michaël Korybut Wiśniowiecki · Jan III Sobieski · August II · Stanislaus I Leszczyński · August II · Stanislaus I Leszczyński · August III · Stanislaus II August Poniatowski
- Bibliothèque nationale de France: cb12168101d (data)
- Gemeinsame Normdatei: 118661183
- International Standard Name Identifier: 0000 0004 0180 7789
- Library of Congress Control Number: n85300858
- Nationale Bibliotheek van Tsjechië: jo2003168028
- Nationale Bibliotheek van Israël: 987007276909205171
- Nationale Bibliotheek van Polen: a0000001182687
- Nederlandse Thesaurus van Auteursnamen: 072894822
- Virtual International Authority File: 296501157
- WorldCat: E39PBJmXGhfwBJYJKWMhGhXrv3